# 施普利茨多夫
施普利茨多夫（德語：Splietsdorf）是德国梅克伦堡-前波美拉尼亚州的一个市镇。总面积26.29平方公里，总人口486人，其中男性259人，女性227人（2011年12月31日），人口密度18人/平方公里。